# ブライラ市電
ブライラ市電（ルーマニア語: Tramvaiul din Brăila）は、ルーマニアの都市・ブライラ市内に存在する路面電車。1900年に開通した長い歴史を持つ路線網で、2020年現在はブライラの公共交通機関を運営する公営組織であるブライカー（S.C. Braicar S.A.）によって運営されている。

## 概要・歴史
19世紀後半、ルーマニアの都市・ブライラは経済的な発展を遂げ、それに伴い公共交通機関の拡充が求められるようになった。それに応えるため、同年代以降市内に路面電車を建設するプロジェクトが提案され始め、1880年代にベルギーの企業から提案されたプロジェクトは実現しなかったものの、1890年代にドイツのエリオス（Helios）社から提案されたプロジェクトは市から承認され、1898年から建設が実行された。そして1900年6月19日、ブライラ市中心部と郊外の観光地であるラクサラト（Lacu Sarat）を結ぶ最初の路線が開通した。
当初はヘリオス社による運営が行われていたが、同社は1911年にベルギーの企業へ運営権を売却し、その後1942年には発電所の運営権と合わせてブライラ市による所有・管理体制へと移管した。その後も共産主義時代・民主主義時代の間で何度も運営組織の再編が実施されており、現在のブライカーによる運営体制となったのは1998年である。
共産主義時代は路線網の拡張が積極的に行われ、最盛期となった1980年代には毎日の利用者数が10万人以上を記録し、3車体連接車を含めて45両の車両が営業運転に投入されていた。だが、民主化後の1990年代以降はこれらの車両の経年劣化によるメンテナンスコストや走行費用の増加、更に快適性の低下が課題となった。そこで1990年代以降は後述するようにドイツやオランダ、オーストリアといったヨーロッパ各地から状態の良い中古車両を多数導入し、安価での近代化を図った。また、劣化が進んでいた軌道についても2010年代以降長期運休を経た大規模な近代化工事が行われた。ただし2015年時点で工事が完了したのは一部に過ぎず、車両についても長年の利用による老朽化が課題となっていることから、ブライラ市では更なる近代化を目的に路面電車を優先投資先の1つとしている。

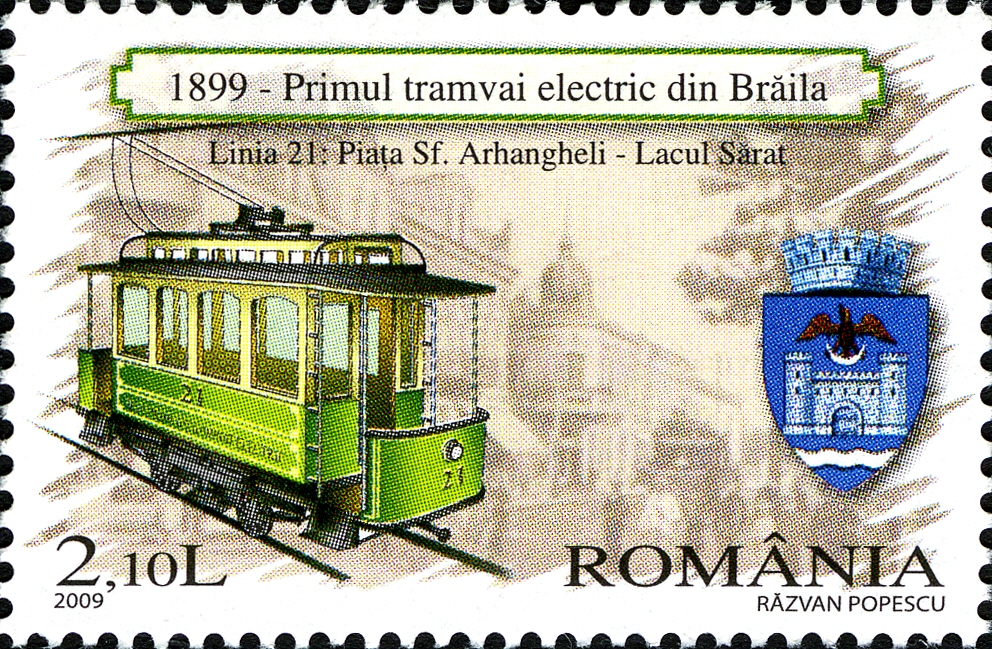
開業時の車両が描かれた切手
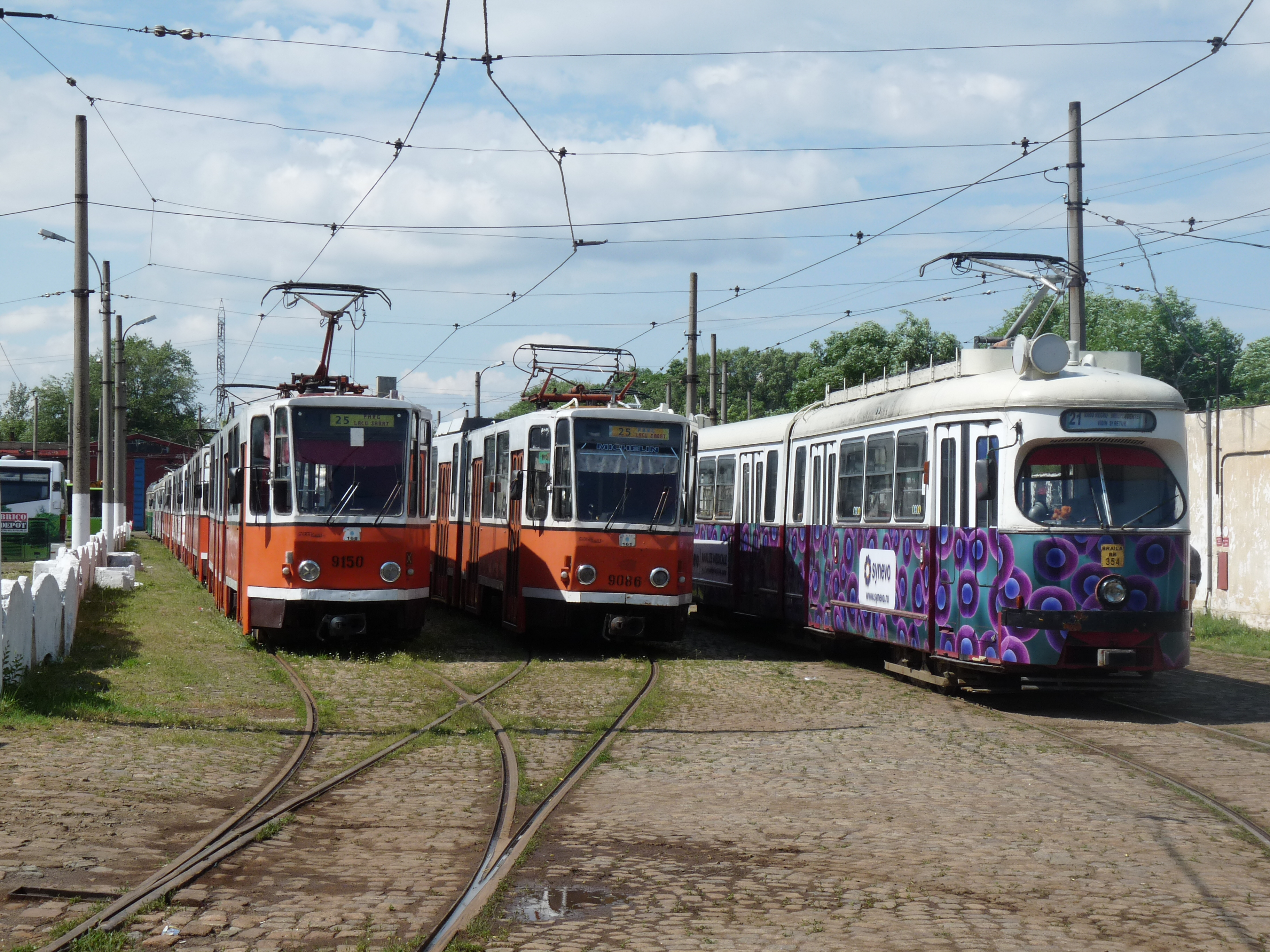
車庫に並ぶ各都市からの譲渡車両（2017年撮影）

## 運用
2020年現在、ブライラ市電は以下の3系統が運行している。運賃は2レイである他、乗車区間や季節によって額が変わるサブスクリプション制の乗車券も発行している。
| 系統番号 | 起点          | 終点                 | 備考・参考 |
| -------- | ------------- | -------------------- | ---------- |
| 21       | Radu Negru    | Vidin                |            |
| 24       | Parc Monument | combinat             |            |
| 25       | Parc Monument | Statiunea Lacu Sarat |            |

## 車両
開業時は2軸車による運営が行われていたブライラ市電には、第二次世界大戦後の共産主義時代にルーマニア国産の電車（V3A、ティミス2等）やチェコスロバキア製のタトラカーと呼ばれる車両（タトラT4R）が多数導入されたが、民主化後はこれらの車両の老朽化が課題となった。そこで1990年代後半以降、ブライラ市電には欧州、特に西ヨーロッパ諸国で使用されていた状態が良い中古車両が多数譲渡され、従来の車両を置き換える事で安価での近代化が図られた。
2020年現在在籍する車両は以下の通り。これら以外にも1997年にドイツのニュルンベルク市電（ニュルンベルク）から譲渡されたT4（ボギー車）やB4（付随車）も在籍したが、2011年までに廃車されている。また現存する車両についても多数の車両が廃車されており、同年時点で在籍する営業用車両の総数は15両のみとなっている。
| 形式 | 編成        | 譲渡元           | 車両数 (2020年現在) | 備考・参考    |
| ---- | ----------- | ---------------- | ------------------- | ------------- |
| GT6  | 2車体連接車 | グラーツ市電     | 4両                 | [ 15 ]        |
| E1   | 2車体連接車 | ウィーン市電     | 4両                 | [ 15 ] [ 18 ] |
| GT8  | 3車体連接車 | ロッテルダム市電 | 3両                 | [ 15 ]        |
| GT8  | 3車体連接車 | グラーツ市電     | 2両                 | [ 15 ]        |
| KT4D | 2車体連接車 | ベルリン市電     | 2両                 | [ 1 ]         |

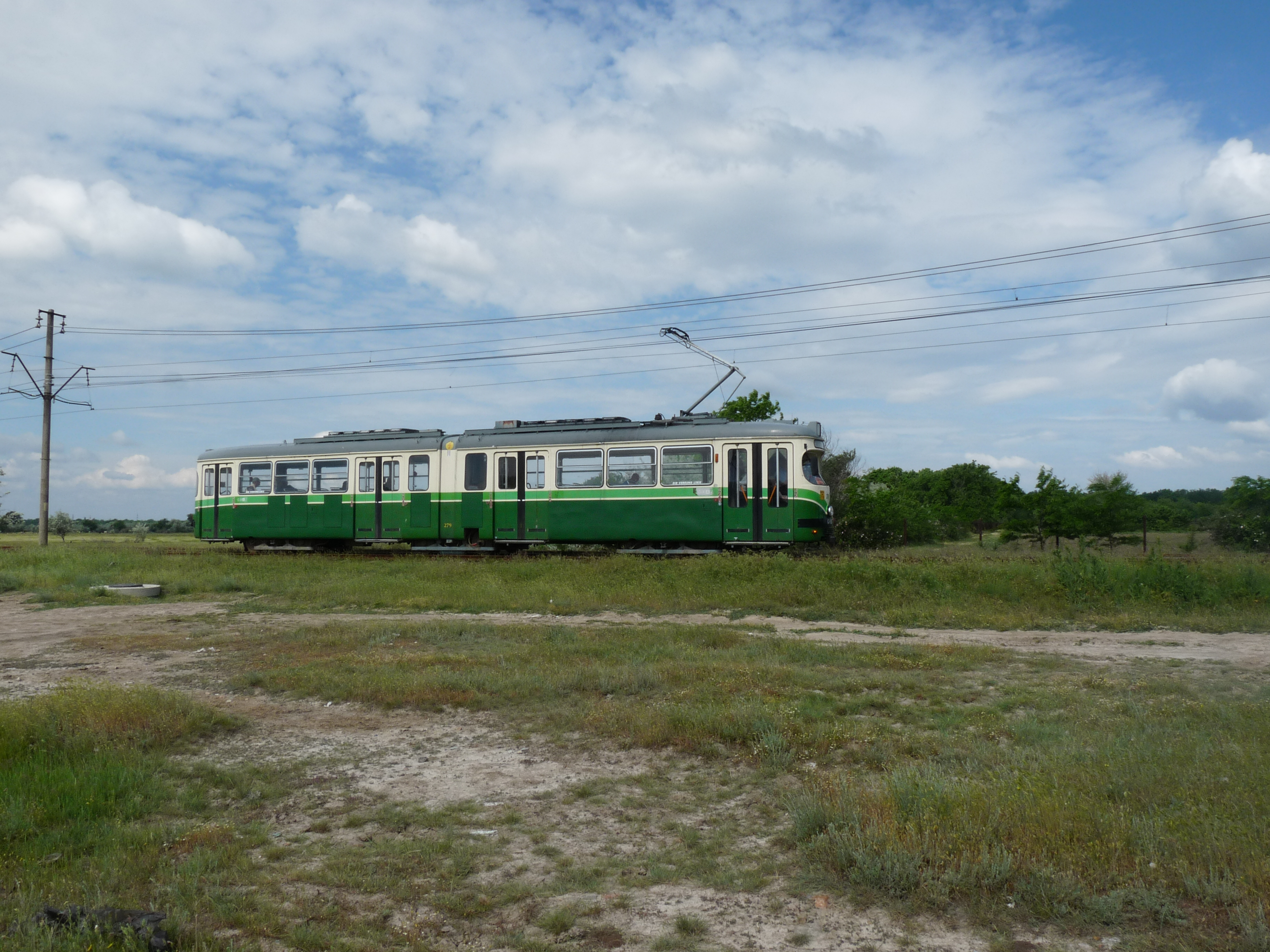
GT6（元：グラーツ市電） （2017年撮影）
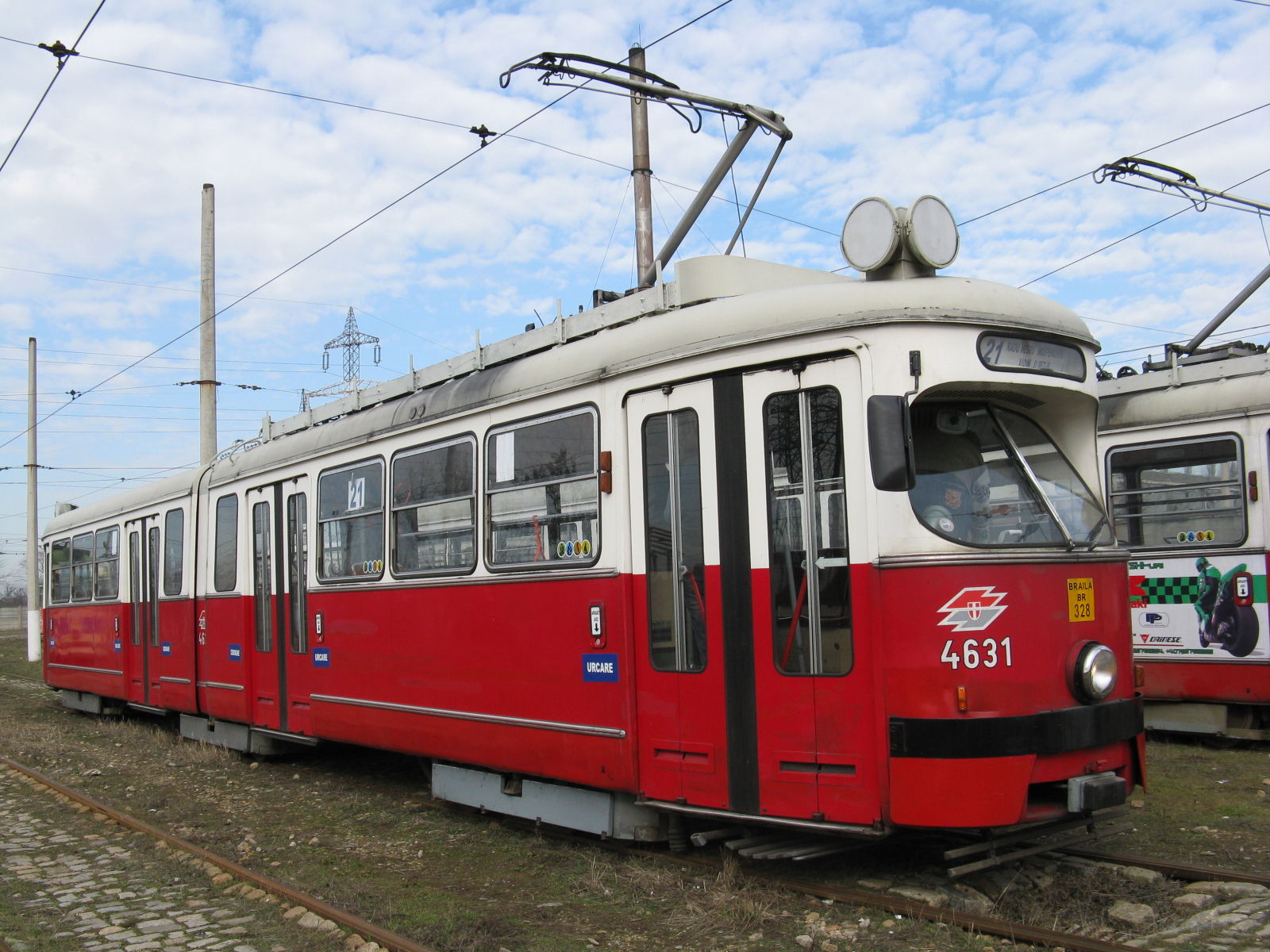
E1（元：ウィーン市電） （2009年撮影）
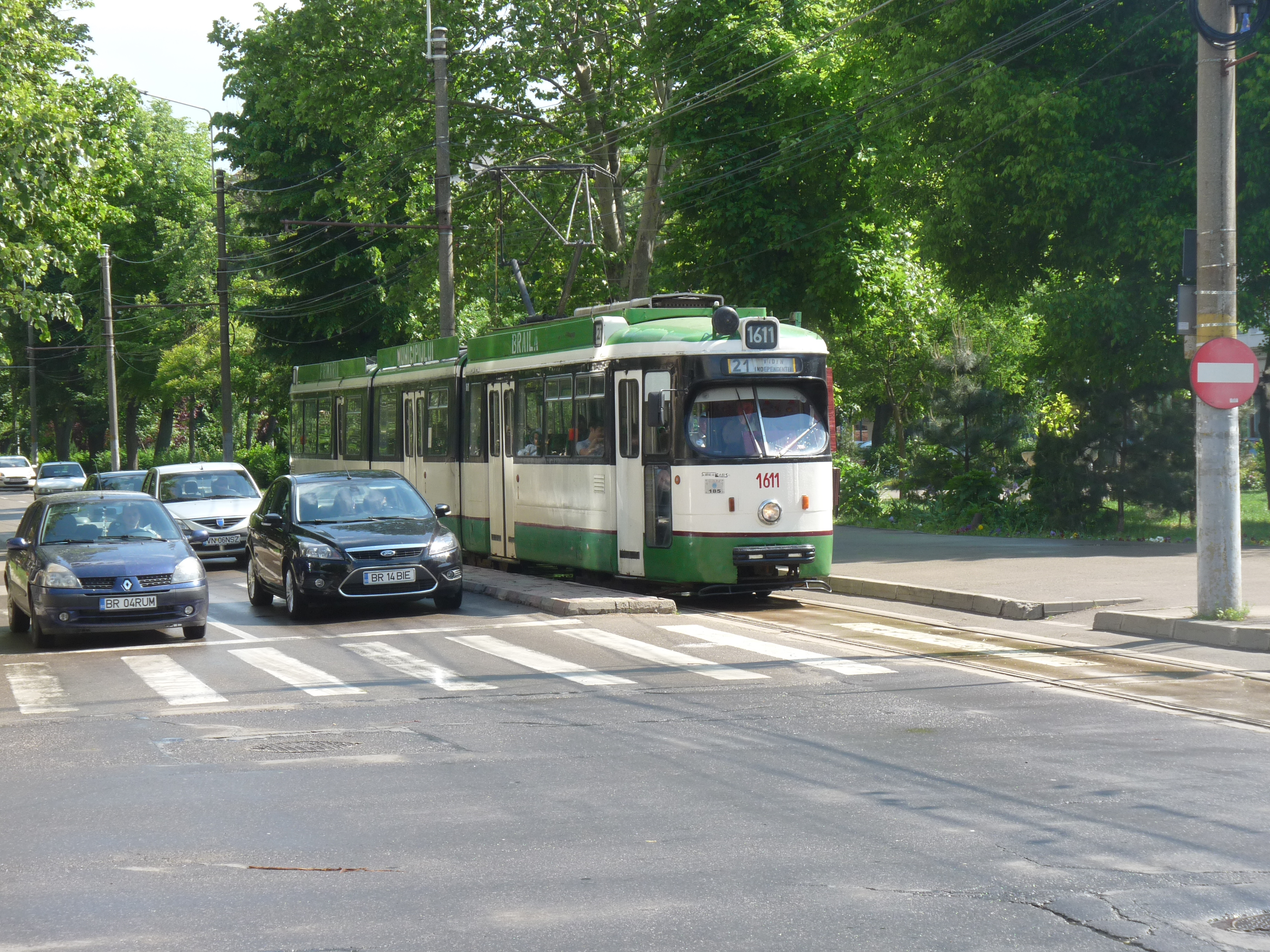
GT8（元：ロッテルダム市電） （2017年撮影）
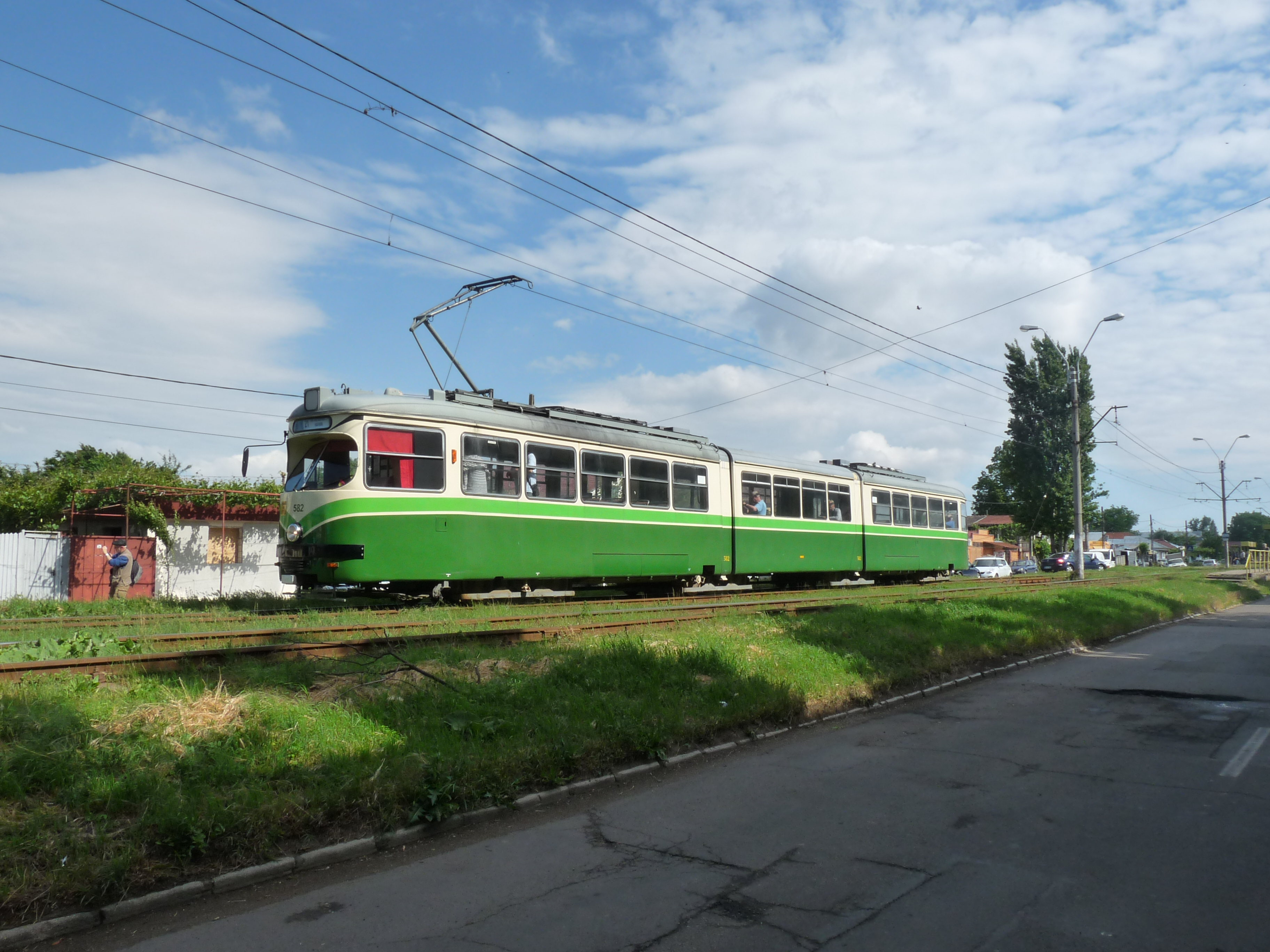
GT8（元：グラーツ市電） （2017年撮影）
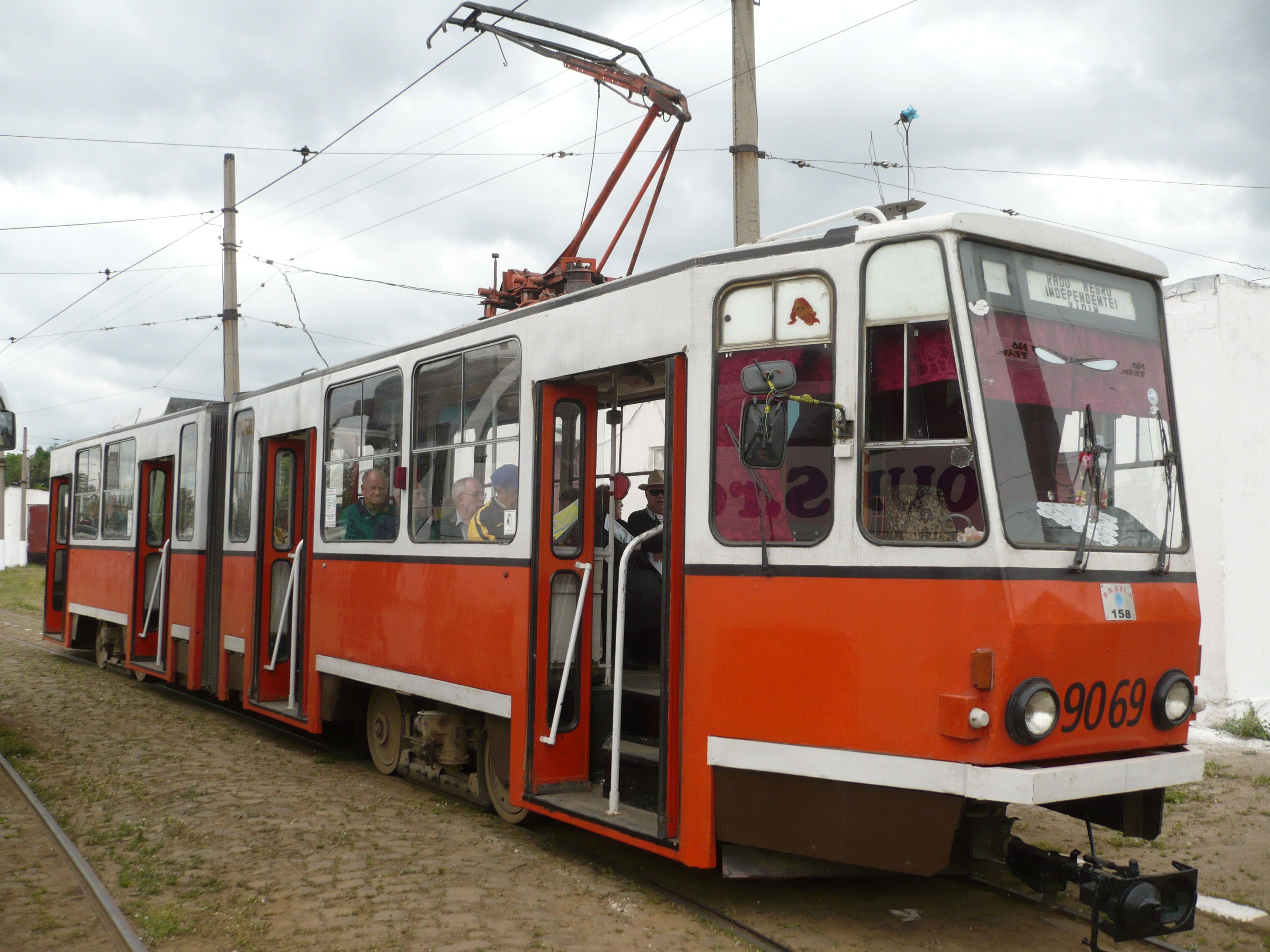
KT4D（元：ベルリン市電） （2010年撮影）
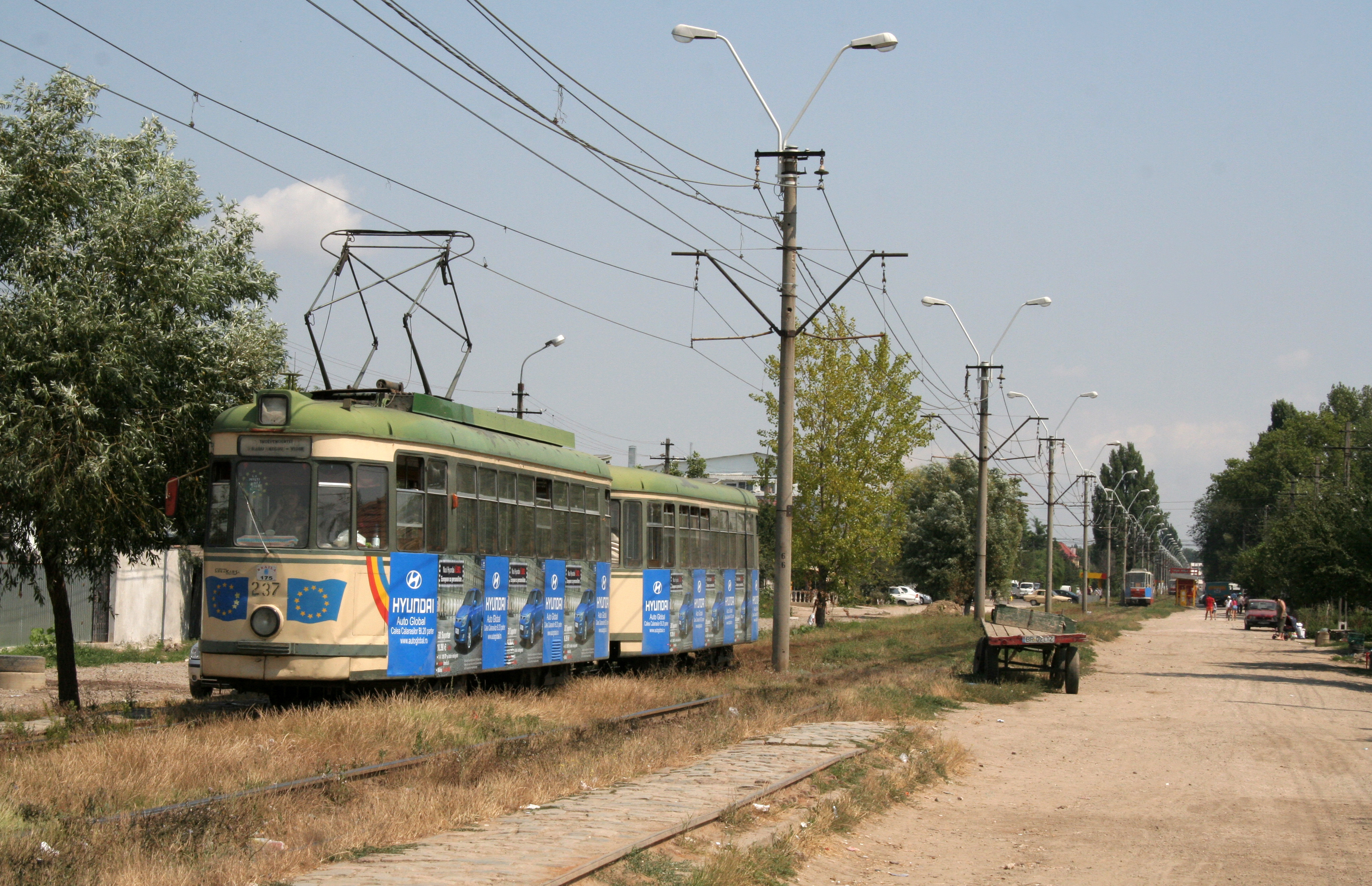
T4 + B4（元：ニュルンベルク市電） （2008年撮影）
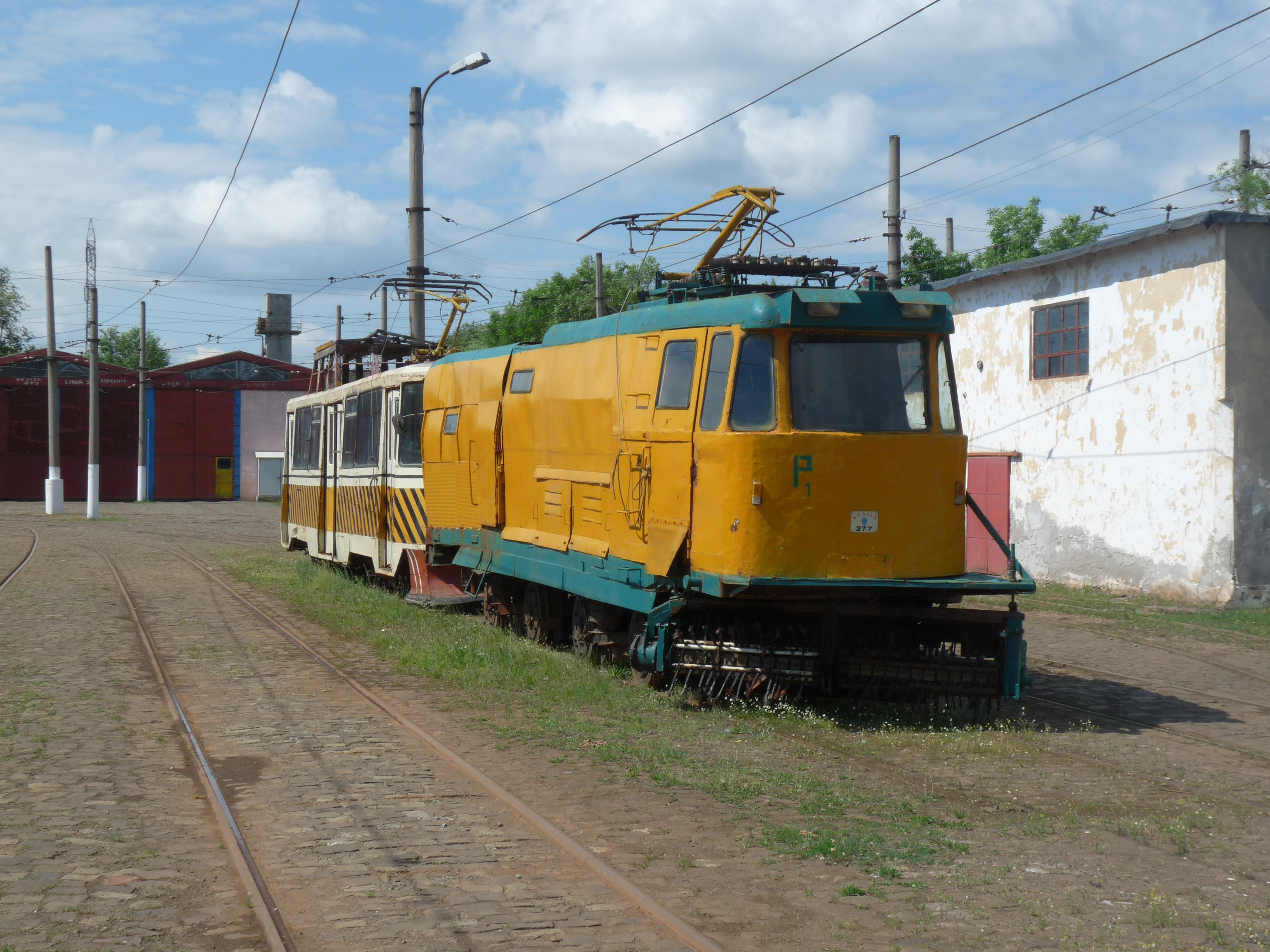
事業用車両（2017年撮影）

## 今後の予定
前述したとおり、ブライラ市では欧州連合の支援を受けてブライラ市内の公共交通機関の再建および近代化を進める計画を発表している。一部区間については電気バスへの置き換えにより廃止される予定である一方、残りについては経年を超えたレールの交換をはじめとした大規模な改修工事が実施される。また、車両面についてもルーマニアの国産超低床電車であるインペリオ（2車体連接車）を最大10両導入する計画を立てており、2023年から2026年にかけて納入が実施される事になっている。